# Казањски центар водених спортова
Казањски центар водених спортова (рус. Дворец Водных видов спорта Казань; тат. Казандагы су спорт төрләре сарае) један је од највећих спортских објеката у граду Казању, у руској републици Татарстан. Спортски центар је намењен првенствено за водене спортове (ватерполо, пливање, синхроно пливање и скокови у воду), али се по потреби може користити и у друге сврхе. Налази се у самом центру града, на левој обали реке Казањке, а у оквиру центра налази се и спортска школа намењена деци. 
Грађен је од почетка новембра 2009. до пролећа 2013. за потребе Летње универзијаде чији је Казањ био домаћин 2013. године. У Казањском центру водених спортова одржавала су се такмичења у скоковима у воду, синхроном пливању и ватерполу као део програма Светског првенства у воденим спортовима 2015. године чији је Казањ такође био домаћин. 
У оквиру дворане налази се централни базен дужине 50 m који се по потреби може преградити на две целине дужине по 25 m, те базен димензија 33,3х25 m намењем скоковима у воду и синхроном пливању. Трибине имају капацитет од око 4.200 седећих места.